# ایلیا فاویلی
ایلیا فاویلی (ایتالیایی: Elia Favilli؛ زادهٔ ۳۱ ژانویهٔ ۱۹۸۹) دوچرخه‌سوار اهل ایتالیا است.